# Eoophyla angustalis
Eoophyla angustalis är en fjärilsart som beskrevs av Christian Johannes Amandus Sauber 1902. Eoophyla angustalis ingår i släktet Eoophyla och familjen Crambidae. Inga underarter finns listade i Catalogue of Life.